# Дегу
Дегу (Octodon) — рід гризунів родини дегових (Octodontidae). 
Рід утворений чотирма видами, які проживають У Чилі та в Аргентині (дегу Бріджеса):
- Вид Octodon bridgesi (дегу Бріджеса)
- Вид Octodon degus (дегу)
- Вид Octodon lunatus (місяцезубий дегу)
- Вид Octodon pacificus (тихоокеанський дегу)